# 380-е годы до н. э.
380-е (три́ста восьмидеся́тые) го́ды до на́шей э́ры по пролептическому юлианскому календарю — промежуток времени с 1 января 389 года до н. э. по 31 декабря 380 года до н. э., включающий с 389 по 381 годы 2-го десятилетия  и 380 год 3-го десятилетия IV века 1-го тысячелетия до н. э. Им предшествовали 390-е годы до н. э., за ними следовали 370-е годы до н. э. Они закончились 2405 лет назад.

## Важнейшие события

### 390 до н. э.
- 390[1] — Военные трибуны с консульской властью Квинт Фабий Амбуст, Цезон Фабий А., Нумерий Фабий А., Квинт Сульпиций Лонг, Квинт Сервилий Фиденат (4-й раз), Публий Корнелий Малугинский. Великим понтификом был Марк Фабий.
- 390 (387) — Нашествие галльского (кельтского) племени сенонов во главе с Бренном на Рим. 18.7 — Разгром римлян на реке Алии. 18.7 считалось в Риме несчастливым днём. Опустошение Рима. Гибель Марка Папирия и других старцев-патрициев. Длительная осада Капитолия.
- 390—389[2] — Традиционная римская версия: Камилл назначен диктатором (№ 15), Луций Валерий — начальником конницы. Триумф Камилла после победы над галлами.
- Ок. 390 — Основание греческими купцами из Сиракуз колонии Анкона (Центр. Италия).
- 390/89 — Афинский архонт-эпоним Демострат II.
- 390 — Поход Агесилая на Коринф. Нападение Агесилая на Коринф. Город оказался неприступным и Агесилай ограничивается обороной Лехея. Агесилай отказывает фиванцам в мире. Но целая мора спартанцев изрублена коринфскими наёмниками во главе с афинянином Ификратом. Фиванцы отказывают в мире Агесилаю.
- 390 — Ификрат командует отрядом наёмников в коринфской гавани Лехей, где окружает и истребляет спартанский отряд, и наносит спартанцам поражение у Флиунта в Аркадии. Поссорившись с вождями коринфских демократов, Ификрат покидает их. Ему на смену приходит полководец Хабрий.
- 390 — Афины возвращают контроль над Византием.
- 390 — Эвагор, при поддержке Афин, захватывает власть над Кипром и отказывается платить дань персам.
- Ок. 390 — Поколение Филоксена Киферского (ок. 435  — 380) и Тимофея Милетского (ок. 450 — 360).

### 389 до н. э.
- 389 — Галлы получили весть, что на их жилица напали венеты. Февраль — Уход галлов после получения богатого выкупа. Бренн заметил тогда : «Горе побеждённым». В Рим возвращается Камилл, который руководит восстановлением города. На протяжении года Камилл был диктатором.
- 389[3] — Интеррексы Публий Корнелий Сципион, М. Ф. Камилл. Военные трибуны с консульской властью Луций Валерий Публикола (2-й раз), Луций Вергиний Трикост, Публий Корнелий, Авл Манлий Капитолин, Луций Эмилий Мамерцин, Луций Постумий Альбин Р. Диктатор (№ 16) М. Ф. Камилл, начальник конницы Гай Сервилий Агала. Плебейский трибун Гней Марций.
- 389 — Процесс над Кв. Фабием, его смерть. Триумф М. Ф. Камилла за победу последовательно над эквами, вольсками и этрусками.
- 389/8 — Афинский архонт-эпоним Антипатр.
- 389 — Фрасибул размещает афинские гарнизоны в прибрежной Фракии, заключает договоры с Византией и Митиленой, привлекает к союзу с Афинами Фасос, Самофракию, Тенедос. В Византии Фрасибул восстанавливает афинскую таможню для взимания десятипроцентного сбора с кораблей, идущих с Чёрного моря. Во всех союзных портах вводится пошлина в размере 5 % со всех ввозимых и вывозимых товаров.
- 389 — Афинский флот под командованием Фрасибула направляется к Родосу, где в это время находилась значительная пелопоннеская эскадра, старавшаяся помешать сношениям афинян с Родосом и Кипром. На самом острове с переменным успехом продолжалась борьба между демократами и олигархами.
- 389 — В Афинах народное собрание возбуждает против Фрасибула судебное дело, обвиняя его в стремлении к тиранической власти и в утаивании денег. Фрасибул и его сотоварищи по командованию Эргокл и Тимократ вызываются в Афины. Фрасибул переправляется в Карию, где и был убит гражданами Аспенды, раздражёнными вымогательствами Фрасибула, озабоченного поисками денежных средств для содержания своей армии. Эргокл и Тимократ в Афинах были обвинены в преступлениях и казнены.
- 389 — Первая поездка Платона к Дионисию Старшему.
- 389 — Поход спартанцев во главе с Агесиполидом на Аргос. Вторжение причинило аргивянам большой вред.
- 389—349 — Правление боспорского царя Левкона I, сына Сатира I. Левкон I покоряет Феодосию. Подчинение меотских племён.

### 388 до н. э.
- 388[4] — Военные трибуны с консульской властью Тит Квинкций Цинциннат Капитолин, Квинт Сервилий Фиденат (5-й раз), Луций Юлий Юл, Луций Аквилий Корв, Луций Лукреций Флав Триципитин, Сервий Сульпиций Руф. Интеррексы Марк Манлий Капитолийский, Сервий Сульпиций Камерин, Луций Валерий Потит.
- 388/7 — Афинский архонт-эпоним Пиргион.
- 388 — Сатрапом Лидии становится Тирибаз.
- 388 — Агесиполид возглавляет поход на Аргос.
- 388 — Дионисий Старший разбивает италийских греков в битве у р. Эллепора, разрушает Кавлонию и заключает мир с Регием.
- 388 — Эвагор заключает союз с мятежным египетским фараоном Ахорисом и правителем Карии Гекатомном и захватывает финикийские города на востоке Кипра.
- 388 — Хабрий по пути на Кипр для помощи Эвагору высаживается на Эгине и разбивает находившегося там спартанского гармоста Горгопа, опустошавшего берега Аттики и мешавшего судоходству в Сароническом заливе. С согласия эфоров Горгоп разрешал всем желающим совершать набеги на Аттику.
- 388 — Дионисий Старший в помощь спартанцам присылает 20 кораблей.
- 388 — Продажа Платона в рабство на Эгине.
- 388 — Восстановление «Длинных стен» Афин.
- 388 — «Плутос» Аристофана.

### 387 до н. э.
- 387[5] — Военные трибуны с консульской властью Луций Папирий Курсор, Гней Сергий Фиденат Коксон (по Т. Ливию: Гай Сергий), Луций Эмилий Мамерцин (2-й раз), Лицин Мененций Ланат (по Т. Ливию: Луций Менений), Луций Валерий Публикола (3-й раз) и Луций Корнелий (по Т. Ливию: Гай Корнелий). Плебейский трибун Луций Сициний.
- 387 — Жрец-дуумвир Тит Квинкций освятил храм Марсу. К трибам добавлено ещё 4 (стало 25): Стеллатинская, Троментинская, Сабатинская, Арниенская.
- 387/6 — Афинский архонт-эпоним Теодот.
- 387 — Договор Артаксеркса и спартанца Анталкида о союзе (Анталкидов мир). Спарта признаёт власть персов над Ионией.
- 387 — Победы спартанского флота Анталкида над афинским в битвах около Геллеспонта. Анталкиду удаётся заманить значительную часть афинского флота к Калхедону и запереть его в гаванях Боспора и Пропонтиды. Этим действием Афины были отрезаны от подвоза хлеба в Аттику.
- 387 — Тирибаз собирает в Сардах второй всегреческий конгресс и категорически предлагает заключить воюющим сторонам мир на условиях, предложенных Анталкидом в 392 году: за Персией оставались все города Малой Азии, греческим городам предоставлялась полная автономия, кроме Лемноса, Имброса и Скироса, которые оставались во власти афинян. Городам, не принявшим эти условия мира, объявлялась война на суше и на море. Все союзы должны были ликвидироваться, за исключением Пелопоннеского. Контроль за выполнением договора брали на себя спартанцы. Обсуждение договора было запрещено.
- 387 (386) — Возвращение Платона в Афины. Основание школы Платона — Академии.
- 387 — Ификрат на службе у Севта, царя одрисов.
- 387 — Нашествие галлов на Римскую республику. В результате исчезли Законы XII таблиц, выставленные на центральной площади Рима.

### 386 до н. э.
- 386[6] — Военные трибуны с консульской властью М. Фурий Камилл (4-й раз), Сервий Корнелий Малугинский, Квинт Сервилий Фиденат (6-й раз), Луций Квинкций Цинциннат, Луций Гораций Пульвилл, Публий Валерий Потит Публикола.
- 386 — Римляне отбили у этрусков союзные Сутрий и Непет.
- 386 — Дионисий Старший после длительной осады овладевает Регием в Южной Италии и разрушает город.
- 386/5 — Афинский архонт-эпоним Мистихид.
- 386 — Мирный договор между Артаксерксом и Анталкидом. Персия диктует грекам условия мира. Города Малой Азии подчиняются персам. Возобновление спартанской гегемонии. Фиванцы (под угрозой со стороны Спарты) отказываются от гегемонии над Беотией, а Аргос — над Коринфом.
- 380-е годы — Аминта вытеснен из Македонии вторгшимися иллирийцами. Аминта отказался от престола и подарил олинфянам пограничную область. Олинфяне выступили в поход и взяли Пеллу. Аминта вёл войну с иллирийцами и вступил в союз со спартанцами против олинфян.
- 380-е годы — Союз Ахориса с Киреной, Кипром.
- 386 — Хабрий отправляется вольным наёмником в Египет к царю Тахорису (потом Нектанебу I) (~ 380).

### 385 до н. э.
- 385[7] — Военные трибуны с консульской властью Авл Манлий Капитолин, Публий Корнелий, Тит Квинкций Цинциннат Капитолин, Луций Квинкций Цинциннат Капитолин, Луций Папирий Курсор (2-й раз), Гней Сергий Фиденат Коксон (по Т. Ливию: Гай Сергий) (2-й раз). Диктатор (№ 17) Авл Корнелий Косс, начальник конницы Тит Квинкций Капитолийский.
- 385 — Марк Манлий выступил в защиту плебеев от долгового рабства. Суд над Манлием, диктатор приказал бросить его в оковы, затем Манлий освобождён. Триумф А. К. Косса за победу над вольсками.
- 385/4 — Афинский архонт-эпоним Декситей.
- Ок. 385 — Смерть драматурга Аристофана (ок. 446 — ок. 385).
- 385 — Спартанцы потребовали от мантинейцев снести городские стены, но мантинейцы отказались. Армия Агесиполида разорила земли и направила реку Офис на городские стены. Демократы изгнаны из Мантинеи, жители разделены на четыре деревни и приняли аристократическое правление. В этом походе принимал участие Пелопид.
- 385—382 — Война персов с Египтом. Египет сохраняет независимость.
- 385 — Иллирия устанавливает контроль над Эпиром, возводя на престол Алкету I.
- 385 — Аминта II изгоняется иллирийцами. Отбирается Нижняя Македония и Пелла.

### 384 до н. э.
- 384[8] — Военные трибуны с консульской властью Сервий Корнелий Малугинский (2-й раз), Публий Валерий Потит Публикола (2-й раз), Марк Фурий Камилл (5-й раз), Сервий Сульпиций Руф (2-й раз), Гай Папирий Красс, Тит Квинкций Цинциннат Капитолин (2-й раз). Плебейские трибуны Марк Менений и Квинт Публилий.
- 384 — Марк Манлий осуждён патрициями и сброшен с Тарпейской скалы.
- 384 — Пересмотр условий Латинского союза. Полноправных членов союза осталось 30, ещё 17 принимали участие в латинском празднестве, но не имели голоса в совещании.
- 384/3 — Афинский архонт-эпоним Диотреф.
- 384 — Дионисий Старший вторгается в Тирренское море и разбивает в Пиргах этрусков.
- 384 — Ификрат поступает на службу к Котису, преемнику царя Севта.
- 384 — Афины заключают союзный договор с Хиосом и с городами Халкидики.

### 383 до н. э.
- 383[9] — Военные трибуны с консульской властью Луций Валерий Публикола (4-й раз), Авл Манлий Капитолин (3-й раз), Сервий Сульпиций Руф (3-й раз), Луций Лукреций Флав Триципитин (3-й раз), Луций Эмилий Мамерцин (3-й раз), Марк Требоний.
- 383—354 (период) — Рим усмирил оказавшие неповиновение города, в том числе Ланувий, Пренесту, Тускул, Тибур, Велитры и Цирцею. Тускул включён в союз как подвластная Риму община. Римляне усмирили восстание герников.
- 383/2 — Афинский архонт-эпоним Фанострат.
- 383 — Эвагор временно подчиняет себе Тир и Сидон.
- 383 — Аминта II с помощью фессалийцев возвращает себе престол.
- 383 — Второй буддийский собор. Проходил в Вайшали.

### 382 до н. э.
- 382[10] — Военные трибуны с консульской властью Спурий Папирий Красс, Луций Папирий Мугиллан, Сервий Корнелий Малугинский (3-й раз), Квинт Сервилий Фиденат, Гай Сульпиций Камерин, Луций Эмилий Мамерцин (4-й раз).
- 382/1 — Афинский архонт-эпоним Эвандр.
- 382 — В Фивах идёт борьба между демократами Исмения и олигархами Леонтиада. Отряд спартанцев под командованием Фебида направлен в Халкидику против олинфян. Леонтиад убедил Фебида захватить Кадмею (акрополь Фив). Фивы были захвачены, Исмений схвачен, отправлен в Спарту и казнён. Демократы, в том числе Пелопид, бежали в Афины. Суд Спарты оправдал действия Фебида.
- 382 — Война Дионисия Старшего против этрусков ( — 374).
- 382 — Третья Карфагенская война Дионисия Старшего ( — 374).

### 381 до н. э.
- 381[11] — Военные трибуны с консульской властью Марк Фурий Камилл (6-й раз), Авл Постумий Регилльский (=Альбин Регилленсис), Луций Постумий Регилльский, Луций Фурий Медуллин, Луций Лукреций Триципитин Флав и Марк Фабий Амбуст.
- Ок. 381 — Земля вольсков покорена римлянами, среди поселений вольсков размещены римские колонисты.
- 381/380 — Афинский архонт-эпоним Демофил.
- 381 — Войско Спарты под командованием Телевтия направлено на Олинф, но разгромлено под его стенами. Телевтий пал в бою.
- 381 — Агесилай захватывает Флиунт и разрушает его укрепления.
- 381 — Флот Эвагора разбит в морском бою персидским флотом. Персы высаживаются на Кипре. Эвагор признаёт верховную власть персидского царя.
- 381 — Смерть полководца Китая У-цзы (У Ци), убившего жену ради военной карьеры.